# Atassia
L'atassia (dal greco ataxiā, disordine) è un disturbo consistente nella progressiva perdita della coordinazione muscolare che quindi rende difficoltosa l'esecuzione di alcuni movimenti volontari.

## Descrizione
Il centro della coordinazione dei movimenti muscolari è il cervelletto che elabora gli impulsi portati ai muscoli dal midollo spinale e dai nervi periferici. Le conseguenze si manifestano con la mancanza di coordinazione fra tronco e braccia, tronco e capo, ecc. Vi sono inoltre dei disturbi associati, quali incoordinazione dei movimenti dell'occhio, incontinenza, difficoltà di deglutizione e movimenti involontari di arti, capo e tronco.
Vi sono quattro tipi di atassia:
- atassie cerebellari
- atassia sensitiva
- atassia labirintica
- atassia frontale
- atassia ottica

### Atassie cerebellari
Nel caso dell'atassia cerebellare l'andatura è a basi allargate, l'avanzamento è incerto con improvvise pulsioni laterali per cui il paziente procede a zig zag imitando l'andatura di un ubriaco. Non è generalmente associata a segni d'incordinazione segmentale e il fenomeno di Romberg è sempre negativo.
La forma acuta, generalmente transitoria, si riscontra nell'intossicazione da alcool e da farmaci (barbiturici, dintoina) associata a disartria e stato confusionale. Si può inoltre manifestare in forma acuta o sub-acuta in pazienti affetti da sclerosi multipla, nella maggior parte dei casi in associazione ad altri segni caratteristici come la neurite ottica, deficit piramidali, disturbi sensitivi e disturbi sfinterici. L'atassia acuta può anche presentarsi in relazione a intossicazioni da composti del mercurio o del toluene, specialmente in rapporto con l'ipertermia.
La forma sub-acuta si manifesta nel giro di qualche settimana e fa sospettare la presenza di una neoplasia (medulloblastoma, astrocitoma) e si associa quasi sempre a segni d'ipertensione endocranica e ad altri sintomi, espressione di una lesione focale, oppure suggerisce l'esistenza di una sindrome cerebellare paraneoplastica, spesso associata a opsoclono.
La forma cronica si manifesta nel giro di mesi o anni e si riscontra in malattie familiari ed ereditarie, le eredoatassie cerebellari con esordio precoce o tardivo e in malattie acquisite.
Possono essere classificate in base alla modalità di esordio e al decorso clinico o in base all'eziologia, nel secondo caso si suddividono in:
- atassie acquisite
  - cause cerebrovascolari
  - neoplasie
  - tossico-metaboliche
  - paraneoplastiche
  - autoimmuni
  - infettive/post-infettive
  - malattie demielinizzanti
  - atassie non cerebellari
- atassie geneticamente determinate
  - autosomiche dominanti
    - atassie spinocerebellari (SCA)
    - atassie episodiche

  - autosomiche recessive
    - atassia di Friedriech
    - atassia-teleangectasia
    - atassia con deficit isolato di vitamina E
    - abetalipoproteinemia
    - atassia ad esordio precoce con aprassia oculomotoria e ipoalbuminemia
    - atassia spastica recessiva di Charlevoix-Saguenay

  - x-linked
    - sindrome atassia/tremore associata alla premutazione dell'X-fragile
- atassie sporadiche degenerative
  - atrofia multisistemica, variante MSA-C o atrofia olivo-ponto-cerebellare
  - atassia idiopatica ad esordio tardivo
  - epilessia mioclonica

### Atassia sensitiva
È causata da lesioni a livello delle fibre propriocettive di grosso diametro a livello del sistema nervoso periferico, oppure a livello del midollo spinale lungo i cordoni posteriori. Le patologie responsabili di atassia sensitiva sono molteplici e comprendono: patologie autoimmuni, infettive, metaboliche, tossiche, genetiche, neoplastiche e paraneoplastiche.
Spesso denominata atassia tabetica, è caratterizzata dal brusco lancio della gamba in avanti per iniziare il passo e della sua improvvisa ricaduta sul tallone. S'inserisce in un quadro clinico di cui non è un segno isolato ma associato a diversi altri sintomi specifici, incluse le polineuropatie con prevalenti disturbi della sensibilità profonda, la poliradiculoneuropatia di Guillan-Barré, sindrome da sclerosi combinata, deficit piramidali, dolore talamico, disturbi vegetativi, disturbi del linguaggio e dello schema corporeo.

### Atassia labirintica
Non si tratta di una vera e propria atassia, ma di alterazioni statiche dell'equilibrio e della marcia associate a vertigini. Il paziente ha un equilibrio instabile per cui divarica i piedi per aumentare la base d'appoggio e il fenomeno di Romberg è positivo.

### Atassia frontale
Da alcuni è anche chiamata aprassia frontale della marcia. Il paziente assume una postura in lieve flessione, con piedi divaricati, l'avanzamento è lento con piccoli passi esitanti, esiste la tendenza alla retropulsione e in minor grado all'antero e lateropulsione. Nel cambiamento di direzione, il paziente muove solo un arto e l'altro rimane fisso al pavimento.
Compiere passi diventa impossibile col progredire del disturbo e i piedi sono come incollati per terra, mentre altri movimenti, anche complessi (es. pedalare sulla cyclette), sono possibili. È associata a molti sintomi diversi. Si riscontra in casi di neoplasia frontale a sviluppo sottocorticale, nell'ematoma subdurale frontale bilaterale e occasionalmente in casi di insufficienza vascolare bilaterale nella cerebrale anteriore.

### Atassia ottica
L'atassia ottica è un disturbo della coordinazione visiva che consiste in grossolani errori nel cercare di raggiungere un oggetto visto. Potrebbe essere causata da una lesione alla cosiddetta via dorsale, ovvero la porzione cerebrale che si estende dal lobo occipitale a quello parietale e che sembra essere coinvolta nella programmazione motoria e dunque nell'elaborazione del movimento da compiere. Nell'atassia ottica si manifesta dunque una particolare difficoltà nell'interazione con un oggetto. Nel caso dell'atassia ottica il soggetto conserva la capacità di riconoscere l'oggetto (grazie alla via ventrale che risulta dunque integra), ma non è in grado di entrare in interazione con esso a livello motorio.

## Diagnosi
Per la diagnosi si attua la cosiddetta manovra di Romberg che consiste nel porre il soggetto in stazione eretta con le punte dei piedi unite e con gli occhi chiusi. Se il soggetto oscilla e tende a cadere si può pensare a una lesione dei cordoni posteriori o a malattie del labirinto, se invece oscilla già a occhi aperti e non peggiora con la chiusura degli stessi si può pensare a lesioni cerebellari. Caratteristiche dell'atassia sensitiva sono invece la grave perdita della sensibilità vibratoria e del senso di posizione, l'iporeflessia profonda e posture distoniche degli arti.